# Twigworth
Twigworth – wieś w Anglii, w hrabstwie Gloucestershire, w dystrykcie Tewkesbury. Leży 4 km na północ od miasta Gloucester i 152 km na zachód od Londynu. W 2011 roku civil parish liczyła 309 mieszkańców.